# Ryan Foltz
Pour les articles homonymes, voir Foltz.
Ryan Foltz est un producteur, arrangeur et multi-instrumentiste américain né à Cleveland dans l'Ohio. Foltz est notamment connu pour avoir joué avec le groupe Dropkick Murphys.

## Biographie
Foltz se fit connaitre grâce au groupe Dropkick Murphys qui l'embaucha après avoir reconnu ses multiples talents, ainsi avec DKM il joue de la mandoline, du tin whistle, et de la guitare acoustique. Très discret sur scène et toujours en retrait par rapport aux autres membres du groupe, Ryan se fait quand même repéré grâce à sa grande crête rouge et le kilt qu'il porte parfois.
Foltz participa à l'enregistrement de l'album Sing Loud, Sing Proud! de Dropkick Murphys, jouant de la mandoline, du tin whistle et du dulcimer.
Auparavant Foltz faisait partie du groupe The Boys From The County Hell, qui reprenait exclusivement des titres de The Pogues.
Ryan quitte Dropkick Murphys en 2004 et se fait un nom sur la scène punk, ses multiples talents lui permettant de rejoindre Lars Frederiksen and the Bastards en tant que raodie sur leur tournée. Ensuite il part sur les tournées de The Unseen, Tiger Army, The Distillers ou encore The Fags toujours en tant que roadie.
Actuellement il est le technicien avec Rancid sur leur tournée.
Il crée aussi son propre studio d'enregistrement à Cleveland dans l'Ohio, où notamment Rancid enregistra plusieurs chansons de leur nouvel album Let the Dominoes Fall.

## Discographie
| Année | Artiste/Groupe                   | Album                  | Contribution                              |
| ----- | -------------------------------- | ---------------------- | ----------------------------------------- |
| 2000  | Dropkick Murphys                 | Sing Loud, Sing Proud! | Mandoline, tin whistle, Dulcimer          |
| 2001  | Face to Face vs Dropkick Murphys | Split EP               | Mandoline sur la chanson The Dirty Glass  |
| 2002  | Give 'Em The Boot III            | American Night         | Mandoline sur Spicy McHaggis Jig          |
| 2003  | Dropkick Murphys                 | Blackout               | Mandoline, tin whistle                    |
| 2009  | Rancid                           | Let the Dominoes Fall  | Production et Mandoline sur Civilian Ways |

## Filmographie
- 2004 - On the Road with The Dropkick Murphys - lui-même